# Seznam českých a slovenských motorových vozů a jednotek

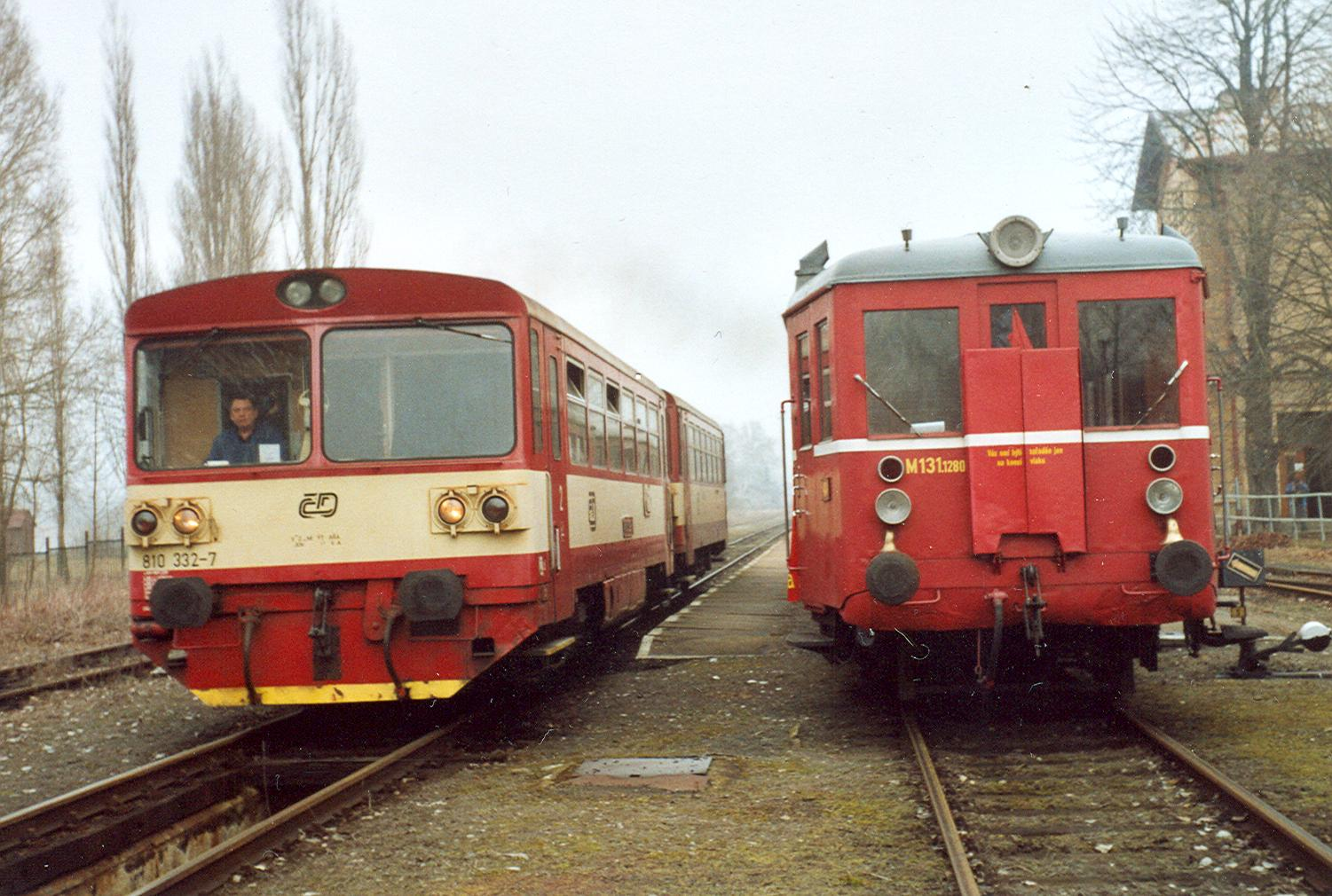
Setkání motorového vozu řady 810 (vlevo) v pravidelném provozu a jeho předchůdce, motorového vozu řady M 131.1 (vpravo), nyní již historického exponátu

Seznam českých a slovenských motorových vozů a jednotek obsahuje označení, výrobce a základní parametry motorových vozů a motorových jednotek, které byly na území Československa, Česka nebo Slovenska kdy v provozu (s československým/českým/slovenským označením) nebo zde byly vyrobeny pro cizí dopravce. Tabulky vozů i jednotek jsou rozděleny na vozidla provozovaná do roku 1987, do kdy Československé státní dráhy používaly označení řad navržené Vojtěchem Kryšpínem, a na vozidla vzniklá po tomto datu, která již Kryšpínovo označení (až na výjimky) nemají. Tyto nové vozy jsou navíc rozděleny do tabulek pro samostatné Česko a Slovensko, neboť nová vozidla jsou již v obou státech odlišná.
Seznam motorových vozů a jednotek ČSD není úplný. Úplné jsou pouze tabulky pro samostatné Česko a Slovensko.

## Vysvětlivky
- V tabulkách jsou uváděny standardní parametry pro daný typ vozu či jednotky při jejich vyrobení. Mohou však existovat jednotlivé kusy nebo i celé série vozidel daného typu s odlišnými parametry (jiný výkon, maximální rychlost, motor apod.) již z výroby či po modernizacích a rekonstrukcích. Tyto odlišnosti jsou uvedeny v článcích o příslušném typu vozu/jednotky.
- Hmotnost je uváděna bez cestujících (hmotnost prázdného vozu).
- Sloupec ks obsahuje počet provozovaných kusů na území bývalého Československa a/nebo současného Česka a Slovenska; toto číslo se může lišit od počtu vyrobených kusů u vozů dovážených (vyrobeno celkově více vozidel, než bylo v Československu/Česku/Slovensku provozováno). U vozů vyrobených v Československu/Česku, které byly určeny výhradně pro export, je ve sloupci ks uveden počet vyrobených vozidel a ve sloupci Poznámka je tato skutečnost uvedena.
- Podbarvením jsou označeny vozy, které

| byly vyrobeny/provozovány pouze v jednom nebo maximálně dvou kusech;                                 |
| byly později označeny novou řadou (typicky prototypy, které překročily původně stanovenou hmotnost); |
| byly vyráběny/provozovány ve velkých sériích (přes 50 ks).                                           |

## Motorové vozy

### Vozy vyráběné do roku 1987 (s Kryšpínovým označením)
| Řada – stará     | Řada - nová | Přenos výkonu                            | Max. rychlost [km/h]                     | Trvalý výkon [kW]                        | Uspoř. pojezdu                           | Hmotnost [t]                             | Rok výroby (rekonstrukce)                | ks                                       | Výrobce                                  | Poznámky                                                         |
| ---------------- | ----------- | ---------------------------------------- | ---------------------------------------- | ---------------------------------------- | ---------------------------------------- | ---------------------------------------- | ---------------------------------------- | ---------------------------------------- | ---------------------------------------- | ---------------------------------------------------------------- |
| TCDD čísla 1 - 6 | —           | mech.                                    | 60                                       | 63                                       |                                          | 10,4                                     | 1934                                     | 6                                        | Škoda                                    | typ 11Mo pro turecké dráhy, v ČSR pouze zkoušky                  |
| AČ0              | —           | elektrický                               | 120                                      | 552                                      |                                          | 59,0                                     | 1977                                     | 3                                        | Škoda                                    | pro sovětské dráhy, v ČSSR pouze zkoušky                         |
| AČ2              | —           | hydrodyn.                                | 120                                      | 736                                      | B’ 2’                                    | 59,0                                     | 1983–1990                                | 122                                      | Studénka                                 | pro sovětské dráhy, v ČSSR pouze zkoušky                         |
| M 10.0           | —           | elektrický                               | 35                                       |                                          |                                          | 10,9                                     | 1936                                     | 2                                        | Ferrovia (Roessemann & Kühnemann)        | 760 mm                                                           |
| M 11.0           | —           | mech.                                    | 40                                       | 48                                       | 1’ A’                                    | 7,25                                     | 1928–1932                                | 9                                        | Kopřivnice                               | 760 mm                                                           |
| M 21.0           | ?           | mech.                                    | 45                                       | 88                                       | B’ 2’                                    | 16,5                                     | 1937–1948                                | 9                                        | Kopřivnice                               | 760 mm                                                           |
| M 27.0           | 805.9       | hydrodyn.                                | 60                                       | 141                                      | B’ 2’                                    | 24,5                                     | 1984–1986                                | 1                                        | Faur Bukurešť                            | 760 mm, původně polské vozy, v ČR od 2005, další 3 ks neprovozní |
| M 120.0          | —           | mech.                                    | 55                                       | 40                                       |                                          |                                          | 1927                                     | 1                                        | ČKD                                      |                                                                  |
| M 120.1          | —           | mech.                                    | 60                                       | 37                                       |                                          | 7,9                                      | 1927–1928                                | 11                                       | Škoda                                    |                                                                  |
| M 120.2          | —           | mech.                                    |                                          |                                          |                                          |                                          | 1928                                     | 26                                       | Kopřivnice                               |                                                                  |
| M 120.3          | —           | mech.                                    | 50                                       | 47                                       | A 1                                      |                                          | 1928–1930                                | 27                                       | Kopřivnice, Studénka                     |                                                                  |
| M 120.4          | 806         | mech.                                    | 50                                       | 75                                       | A’ 1’                                    | 12,5                                     | 1930–1935                                | 89                                       | Kopřivnice                               |                                                                  |
| M 120.5          | —           | elektrický                               | 45                                       | 44                                       | 2’ A                                     | 23,8                                     | 1934                                     | 2                                        | KPS                                      |                                                                  |
| M 122.0          | —           | elektrický                               |                                          |                                          |                                          |                                          | 1930–1932                                | 28                                       | Studénka                                 |                                                                  |
| M 130.0          | —           |                                          |                                          |                                          |                                          |                                          | 1927                                     | 1                                        | Kopřivnice                               |                                                                  |
| M 130.1          | —           | mech.                                    | 60                                       | 74                                       |                                          | 12,9                                     | 1932–1942                                | 113                                      | Škoda                                    |                                                                  |
| M 130.2          | —           | mech.                                    | 60                                       | 88                                       | 1 A                                      | 12,5                                     | 1933–1937                                | 63                                       | Kopřivnice                               |                                                                  |
| M 130.3          | —           |                                          |                                          |                                          |                                          |                                          | 1933–1946                                | 30                                       | Kopřivnice                               |                                                                  |
| M 130.4          | —           | mech.                                    | 60                                       | 88                                       |                                          |                                          | 1938–1942                                | 28                                       | Kopřivnice                               |                                                                  |
| M 131.0          | —           | elektrický                               |                                          |                                          |                                          |                                          | 1929–1930                                | 9                                        | Studénka                                 |                                                                  |
| M 131.1          | 801         | mech.                                    | 60                                       | 114                                      | A’ 1’                                    | 16,6                                     | 1948–1956                                | 549                                      | Kopřivnice, Studénka                     |                                                                  |
| M 131.2          | 890         | mech.                                    | 60                                       | 114                                      | A’ 1’                                    | 18,2                                     | 1967–1980                                | 85                                       | reko ČSD, ŽOS České Velenice             | reko M 131.1/801, montážní vůz TV                                |
| M 131.3          | —           | mech.                                    | 80                                       | 155                                      | A’ 1’                                    | 16,6                                     | 1971                                     | 2                                        | reko ŽOS Šumperk                         | reko M 131.1/801                                                 |
| M 131.5          | —           | mech.                                    | 60                                       | 114                                      | A’ 1’                                    | 16,6                                     | 1971–1979                                | 2                                        | reko ŽOS Šumperk                         | 1 520 mm, reko M 131.1/801                                       |
| M 131.52         | —           | mech.                                    | 60                                       | 114                                      | A’ 1’                                    | 18,2                                     | 1976–1979                                | 5                                        | reko ČSD, ŽOS České Velenice             | 1 520 mm, reko M 131.1/801 a M 131.2/890, montážní vůz TV        |
| M 131.6          | 802         | mech.                                    | 60                                       | 114                                      | A’ 1’                                    | 16,6                                     | 1987                                     | 1                                        | reko ČSD                                 | reko M 131.2/890, nehodový vůz                                   |
| M 132.0          | —           | elektrický                               |                                          | 74                                       |                                          | 19,8                                     | 1927–1928                                | 5                                        | Studénka                                 |                                                                  |
| M 133.0          | —           | mech.                                    | 65                                       | 99                                       |                                          | 17,6                                     | 1941–1943                                | 6                                        | Škoda                                    |                                                                  |
| M 134.0          | —           | elektrický                               | 60                                       | 89                                       |                                          | 18,5                                     | 1933                                     | 1                                        | Škoda                                    | nákladní vůz                                                     |
| M 140.0          | —           | mech.                                    | 75                                       | 29                                       |                                          |                                          | 1925                                     | 2                                        | Kopřivnice                               | nákladní vůz                                                     |
| M 140.1          | —           | mech.                                    | 70                                       | 44                                       |                                          |                                          | 1928                                     | 3                                        | Kopřivnice                               | nákladní vůz                                                     |
| M 140.2          | —           | mech.                                    | 70                                       | 29                                       | 1 A                                      | 5,4                                      | 1928                                     | 1                                        | KPS                                      | nákladní vůz                                                     |
| M 140.3          | —           | mech.                                    | 75                                       | 110                                      | 1 A                                      | 16,4                                     | 1936                                     | 65                                       | MAN                                      | kořistní německé vozy                                            |
| M 140.4          | —           | přeznačeny na řadu M 140.9               | přeznačeny na řadu M 140.9               | přeznačeny na řadu M 140.9               | přeznačeny na řadu M 140.9               | přeznačeny na řadu M 140.9               | přeznačeny na řadu M 140.9               | přeznačeny na řadu M 140.9               | přeznačeny na řadu M 140.9               | přeznačeny na řadu M 140.9                                       |
| M 140.9          | —           | mech.                                    |                                          |                                          |                                          |                                          | 1935                                     | 2                                        | Kopřivnice                               |                                                                  |
| M 144.0          | 891         | mech.                                    | 70                                       | 99                                       | A’ 1’                                    | 25,2                                     | 1957–1961                                | 20                                       | Görlitz                                  | montážní vůz TV                                                  |
| M 150.0          | —           |                                          |                                          |                                          |                                          |                                          | 1936–1946                                | 5                                        | Duewag, Talbot                           | kořistní německé vozy                                            |
| M 151.0          | 810         | 2 prototypy – přeznačeny na řadu M 152.0 | 2 prototypy – přeznačeny na řadu M 152.0 | 2 prototypy – přeznačeny na řadu M 152.0 | 2 prototypy – přeznačeny na řadu M 152.0 | 2 prototypy – přeznačeny na řadu M 152.0 | 2 prototypy – přeznačeny na řadu M 152.0 | 2 prototypy – přeznačeny na řadu M 152.0 | 2 prototypy – přeznačeny na řadu M 152.0 | 2 prototypy – přeznačeny na řadu M 152.0                         |
| M 152.0          | 810         | hydromech.                               | 80                                       | 155                                      | A’ 1’                                    | 20,0                                     | 1973–1982                                | 678                                      | Studénka                                 | prototypy původně M 151.0                                        |
| M 152.5          | 810.8       | hydromech.                               | 80                                       | 155                                      | A’ 1’                                    | 20,0                                     | 1982                                     | 2                                        | Studénka                                 | 1 520 mm                                                         |
| M 153.0          | 892         | hydromech.                               | 80                                       | 155                                      | A’ 1’                                    | 23,5                                     | 1981–1992                                | 112                                      | Studénka                                 | montážní vůz TV                                                  |
| M 153.5          | 892.8       | hydromech.                               | 80                                       | 155                                      | A’ 1’                                    | 23,5                                     | 1983                                     | 3                                        | Studénka                                 | 1 520 mm, montážní vůz TV                                        |
| M 220.2          | —           | mechanický                               | 65                                       | 2× 55                                    | (1A)’ (A1)’                              |                                          | 1927                                     | 1                                        | Kopřivnice                               |                                                                  |
| M 220.3          | —           | mechanický                               | 45                                       | 2× 75                                    | (1A)’                                    |                                          | 1927                                     | 3                                        | Kopřivnice                               |                                                                  |
| M 221.1          | —           | elektrický                               | 45                                       | 2× 67                                    | (1A)’ (A1)’                              | 40,8                                     | 1930                                     | 2                                        | KPS                                      |                                                                  |
| M 221.2          | —           | mechanický                               |                                          | 2× 75                                    |                                          |                                          | 1930                                     | 2                                        | Kopřivnice                               |                                                                  |
| M 221.3          | —           | elektrický                               | 54                                       | 2× 89                                    | (1A)’ (A1)’                              | 43,9                                     | 1931                                     | 2                                        | KPS                                      |                                                                  |
| M 222.0          | —           | elektrický                               | 50                                       | 74                                       |                                          | 19,8                                     | 1931–1932                                | 8                                        | Škoda                                    |                                                                  |
| M 230.0          | —           | mechanický                               | 65                                       | 2× 55                                    | (1A)’ (A1)’                              |                                          | 1926                                     | 1                                        | Kopřivnice                               |                                                                  |
| M 230.1          | —           | elektrický                               | 60                                       | 59                                       |                                          | 13,0                                     | 1929                                     | 1                                        | Škoda                                    |                                                                  |
| M 230.5          | 820         | 2 prototypy – přeznačeny na řadu M 240.0 | 2 prototypy – přeznačeny na řadu M 240.0 | 2 prototypy – přeznačeny na řadu M 240.0 | 2 prototypy – přeznačeny na řadu M 240.0 | 2 prototypy – přeznačeny na řadu M 240.0 | 2 prototypy – přeznačeny na řadu M 240.0 | 2 prototypy – přeznačeny na řadu M 240.0 | 2 prototypy – přeznačeny na řadu M 240.0 | 2 prototypy – přeznačeny na řadu M 240.0                         |
| M 231.0          | —           | mechanický                               |                                          | 60                                       |                                          |                                          | 1930                                     | 1                                        | Kopřivnice                               |                                                                  |
| M 231.1          | —           | elektrický                               | 60                                       |                                          |                                          |                                          | 1931                                     | ?                                        | Kopřivnice                               | Neznámý počet vozů, původně rychlejší převodovka (řada M 251.1)  |
| M 232.0          | —           | elektrický                               | 65                                       | 88                                       |                                          | 18,0                                     | 1933–1934                                | 21                                       | Škoda                                    |                                                                  |
| M 232.9          | —           | elektrický                               | 60                                       | 2× 89                                    |                                          | 40,0                                     | 1935                                     | 1                                        | Baťa, Škoda                              |                                                                  |
| M 234.0          | —           | elektrický                               | 80                                       | 221                                      |                                          | 49,0                                     | 1932                                     | 1                                        | Škoda, Ringhoffer                        |                                                                  |
| M 240.0          | 820         | hydrodyn.                                | 70                                       | 206                                      | 2’ B’                                    | 31,6                                     | 1959–1964                                | 122                                      | Studénka                                 | prototypy původně M 230.5                                        |
| M 242.0          | —           | elektrický                               |                                          |                                          |                                          |                                          | 1932–1940                                | 68                                       | ČKD, Ringhoffer, Studénka, KPS, Kolín    |                                                                  |
| M 244.0          | —           | elektrický                               | 70                                       | 150 HP                                   | Bo                                       | 28,68                                    | 1931                                     | 2                                        | Severočeská                              |                                                                  |
| M 250.0          | 893         | hydrodyn.                                | 80                                       | 206                                      | B’ 2’                                    | 34,3                                     | 1971–1972                                | 30                                       | Studénka                                 | montážní vůz TV                                                  |
| M 251.0          | —           | mechanický                               |                                          | 2× 75                                    | (1A)’                                    |                                          | 1929                                     | 2                                        | Kopřivnice                               |                                                                  |
| M 251.1          | —           | přeznačeny na řadu M 231.1               | přeznačeny na řadu M 231.1               | přeznačeny na řadu M 231.1               | přeznačeny na řadu M 231.1               | přeznačeny na řadu M 231.1               | přeznačeny na řadu M 231.1               | přeznačeny na řadu M 231.1               | přeznačeny na řadu M 231.1               | přeznačeny na řadu M 231.1                                       |
| M 251.2          | —           | elektrický                               | 90                                       | 2× 119                                   | (1A)’ (A1)’                              | 44,5                                     | 1932                                     | 2                                        | KPS                                      |                                                                  |
| M 260.0          | 825         | mech.                                    | 130                                      | 2× 168                                   | (1A)’ (A1)’                              | 38,7                                     | 1939                                     | 1                                        | ČKD                                      |                                                                  |
| M 262.0          | 830         | elektrický                               | 90                                       | 301                                      | 2’ Bo’                                   | 43,1                                     | 1949–1960                                | 238                                      | Studénka, ČKD, KPS                       |                                                                  |
| M 262.1          | 831         | elektrický                               | 90                                       | 309                                      | 2’ Bo’                                   | 46,7                                     | 1981–1991                                | 41                                       | reko Šumperk                             | reko M 262.0/830                                                 |
| M 263.0          | 894         | mech.                                    | 90                                       | 2× 88                                    | (1A)’ (A1)’                              | 46                                       | 1964                                     | 27                                       | Görlitz                                  | montážní vůz TV                                                  |
| M 273.0          | —           | elektrický                               | 100                                      | 2× 119                                   | (1A)’ (A1)’                              | 42,9                                     | 1934–1938                                | 10                                       | KPS                                      |                                                                  |
| M 273.2          | 842         | hydromech.                               | 100                                      | 2× 212                                   | (1A)’ (A1)’                              | 46,0                                     | 1988–1994                                | 37                                       | Studénka                                 | Kryšpínovo označení nepoužito                                    |
| M 274.0          | ?           | elektrický                               | 100                                      | 303                                      | 2’ Bo’                                   | 48,6                                     | 1934–1936                                | 14                                       | Škoda                                    |                                                                  |
| M 275.1          | —           | mech.                                    | 95                                       | 331                                      | (1B)’ 2’                                 | 56,0                                     | 1955–1956                                | 20                                       | Ganz Budapešť                            |                                                                  |
| M 283.0          | —           | mech.                                    | 110                                      | 177                                      | 2’ B’                                    | 40,0                                     | 1942–1943                                | 4                                        | Ganz Budapešť                            |                                                                  |
| M 283.1          | 850         | 2 prototypy – přeznačeny na řadu M 286.0 | 2 prototypy – přeznačeny na řadu M 286.0 | 2 prototypy – přeznačeny na řadu M 286.0 | 2 prototypy – přeznačeny na řadu M 286.0 | 2 prototypy – přeznačeny na řadu M 286.0 | 2 prototypy – přeznačeny na řadu M 286.0 | 2 prototypy – přeznačeny na řadu M 286.0 | 2 prototypy – přeznačeny na řadu M 286.0 | 2 prototypy – přeznačeny na řadu M 286.0                         |
| M 284.0          | —           | elektrický                               | 110                                      | 2× 213                                   | (1A)’ (A1)’                              | 51                                       | 1947–1952                                | 6                                        | KPS                                      |                                                                  |
| M 284.1          | —           | elektrický                               | 110                                      | 2× 213                                   | (1A)’ (A1)’                              | 50,4                                     | 1948–1952                                | 8                                        | ČKD, KPS                                 |                                                                  |
| M 286.0          | 850         | hydrodyn.                                | 110                                      | 515                                      | B’ 2’                                    | 50,5                                     | 1962–1967                                | 50                                       | Studénka                                 | prototypy původně M 283.1                                        |
| M 286.1          | 851         | hydrodyn.                                | 110                                      | 588                                      | B’ 2’                                    | 50,5                                     | 1967–1968                                | 39                                       | Studénka                                 | první dva vozy původně M 286.0                                   |
| M 290.0          | 870         | elektromech.                             | 130                                      | 2× 121                                   | (1A)’ (A1)’                              | 36,0                                     | 1936                                     | 2                                        | Kopřivnice                               |                                                                  |
| M 296.1          | 853         | hydrodyn.                                | 120                                      | 588                                      | B’ 2’                                    | 50,3                                     | 1969–1971                                | 35                                       | Studénka                                 |                                                                  |
| M 296.2          | 852         | hydrodyn.                                | 120                                      | 588                                      | B’ 2’                                    | 50,3                                     | 1968–1969                                | 25                                       | Studénka                                 |                                                                  |
| M 474.0          | 860         | 2 prototypy – přeznačeny na řadu M 475.0 | 2 prototypy – přeznačeny na řadu M 475.0 | 2 prototypy – přeznačeny na řadu M 475.0 | 2 prototypy – přeznačeny na řadu M 475.0 | 2 prototypy – přeznačeny na řadu M 475.0 | 2 prototypy – přeznačeny na řadu M 475.0 | 2 prototypy – přeznačeny na řadu M 475.0 | 2 prototypy – přeznačeny na řadu M 475.0 | 2 prototypy – přeznačeny na řadu M 475.0                         |
| M 475.0          | 860         | elektrický                               | 100                                      | 442                                      | Bo’                                      | 56,0 55,1                                | 1974                                     | 2                                        | Studénka                                 | prototypy původně M 474.0                                        |

### Vozy vyráběné po roce 1988 (bez Kryšpínova označení) – Česko
| Řada - nová | Přenos výkonu | Max. rychlost [km/h] | Trvalý výkon [kW] | Uspoř. pojezdu | Hmotnost [t] | Rok výroby (rekonstrukce) | ks | Výrobce        | Poznámky                                                                                      |
| ----------- | ------------- | -------------------- | ----------------- | -------------- | ------------ | ------------------------- | -- | -------------- | --------------------------------------------------------------------------------------------- |
| 805.9       | hydrodyn.     | 60                   | 141               | B’ 2’          | 24,5         | 1984–1986                 | 1  | FAUR Bukurešť  | 760 mm, v ČR od 2005, další 3 ks neprovozní, dopravce však používá Kryšpínovo označení M 27.0 |
| 809         | hydromech.    | 80                   | 155               | A’ 1’          | 20,0         | reko 1994–1997            | 28 | reko Studénka  | reko M 152.0/810                                                                              |
| 811         | hydromech.    | 80                   | 155               | A’ 1’          | 20,0         | reko 1997                 | 2  | reko Pars nova | reko M 152.0/810                                                                              |
| 811         | hydromech.    | 80                   | 242               | A’ 1’          | 21,0         | reko 2020                 | 1  | reko DPOV      | reko M 152.0/810                                                                              |
| 812         | hydromech.    | 80                   | 242               | A’ 1’          | 20,7         | reko 2001                 | 1  | reko Pars nova | reko M 152.0/810                                                                              |
| 815         | mech.         | 90                   | 2× 110            | Bo             | 18,9         | 1953–1962                 | 1  | Uerdingen      | v ČR od 2004                                                                                  |
| 816         | hydromech.    | 80                   | 155               | A’ 1’          | 20,0         | reko 2018                 | 4  | reko: DPOV     |                                                                                               |
| 840         | hydromech.    | 120                  | 2× 265            | B’             | 48,5         | 2011–                     | 16 | Stadler Rail   |                                                                                               |
| 841         | hydromech.    | 120                  | 2× 265            | B’             | 48,5         | 2011–                     | 17 | Stadler Rail   |                                                                                               |
| 842         | hydromech.    | 100                  | 2× 212            | (1A)’ (A1)’    | 46,0         | 1988–1994                 | 37 | Studénka       | původně plánované Kryšpínovo označení M 273.2 již nebylo použito                              |
| 843         | elektrický    | 110                  | 2× 300            | Bo’            | 56,0         | 1995–1997                 | 31 | Studénka       |                                                                                               |
| 849         | hydrodyn.     | 120                  | 596               | (1A)’ (A1)’    | 54,5         | 2004–2006                 | 16 | ČKD Vagonka    | 1 520 mm, pro finské železnice řada Dm12, v ČR pouze zkušební provoz                          |
| 854         | hydrodyn.     | 120                  | 596               | B’ 2’          | 50,3         | reko 1997–2006            | 32 | reko Pars nova | reko M 296.1/853                                                                              |
| 854.2       | hydrodyn.     | 120                  | 596               | B’ 2’          | 50,3         | reko 1999–2006            | 18 | reko Pars nova | reko M 296.2/852                                                                              |
| 892.6       |               |                      |                   | A’ 1’          |              | 1976                      | 1  | reko ?         | fotogrammetrický stroj, do 1987 a od 1997 jako FST-2, poté MD-1-1                             |

### Vozy vyráběné po roce 1988 (bez Kryšpínova označení) – Slovensko
| Řada - nová | Přenos výkonu | Max. rychlost [km/h] | Trvalý výkon [kW] | Uspoř. pojezdu | Hmotnost [t] | Rok výroby (rekonstrukce) | ks | Výrobce                        | Poznámky                                           |
| ----------- | ------------- | -------------------- | ----------------- | -------------- | ------------ | ------------------------- | -- | ------------------------------ | -------------------------------------------------- |
| 811         | elektrický    | 80                   | 237,5             | Ao’            | 24,0         | 1996–1999                 | 27 | Studénka, reko ŽSR, ŽOS Zvolen | část reko M 152.0/810 a Baafx/011, část novostavby |
| 812         | hydromech.    | 80                   | 257               | A’ 1’          | 20,0         | 2001–2006                 | 64 | reko ŽOS Zvolen                | reko M 152.0/810 a Baafx/011                       |

## Motorové jednotky

### Jednotky vyráběné do roku 1987 (s Kryšpínovým označením)
| Řada – stará | Řada – nová | Přenos výkonu              | Max. rychlost [km/h]       | Trvalý výkon [kW]          | Uspoř. pojezdu                               | Hmotnost [t]               | Rok výroby (rekonstrukce)  | ks                         | Výrobce                    | Poznámky                                 |
| ------------ | ----------- | -------------------------- | -------------------------- | -------------------------- | -------------------------------------------- | -------------------------- | -------------------------- | -------------------------- | -------------------------- | ---------------------------------------- |
| M 295.0      | —           | mech.                      | 125                        | 2× 331                     | (1B)’ 2’+2’2’+2’ (1B)’ 2’+2’2’+2’2’+2’ (1B)’ | 154,4 196                  | 1953–1958                  | 10                         | Ganz Budapešť              | původně označeny M 495.0                 |
| M 295.1      | —           | mech.                      | 125                        | 2× 331                     | (1B)’ 2’+2’2’+2’2’+2’ (1B)’                  | 220,0                      | 1956                       | 1                          | Ganz Budapešť              | původně označena M 495.1                 |
| M 295.2      | —           | mech.                      | 125                        | 2× 331                     | (1B)’ 2’+2’2’+2’ (1B)’                       |                            | 1954                       | 1                          | Ganz Budapešť              | původně označena M 495.2, v ČSSR od 1963 |
| M 298.0      | —           | mech.                      | 130                        | 2× 456                     | B’ 2’+2’2’+2’2’+2’ B’                        | 177,5                      | 1962–1964                  | 10                         | Ganz Budapešť              | původně označeny M 498.0                 |
| M 495.0      | —           | přeznačeny na řadu M 295.0 | přeznačeny na řadu M 295.0 | přeznačeny na řadu M 295.0 | přeznačeny na řadu M 295.0                   | přeznačeny na řadu M 295.0 | přeznačeny na řadu M 295.0 | přeznačeny na řadu M 295.0 | přeznačeny na řadu M 295.0 | přeznačeny na řadu M 295.0               |
| M 495.1      | —           | přeznačena na řadu M 295.1 | přeznačena na řadu M 295.1 | přeznačena na řadu M 295.1 | přeznačena na řadu M 295.1                   | přeznačena na řadu M 295.1 | přeznačena na řadu M 295.1 | přeznačena na řadu M 295.1 | přeznačena na řadu M 295.1 | přeznačena na řadu M 295.1               |
| M 495.2      | —           | přeznačena na řadu M 295.2 | přeznačena na řadu M 295.2 | přeznačena na řadu M 295.2 | přeznačena na řadu M 295.2                   | přeznačena na řadu M 295.2 | přeznačena na řadu M 295.2 | přeznačena na řadu M 295.2 | přeznačena na řadu M 295.2 | přeznačena na řadu M 295.2               |
| M 498.0      | —           | přeznačeny na řadu M 298.0 | přeznačeny na řadu M 298.0 | přeznačeny na řadu M 298.0 | přeznačeny na řadu M 298.0                   | přeznačeny na řadu M 298.0 | přeznačeny na řadu M 298.0 | přeznačeny na řadu M 298.0 | přeznačeny na řadu M 298.0 | přeznačeny na řadu M 298.0               |

### Jednotky vyráběné po roce 1988 (bez Kryšpínova označení) – Česko
| Řada – nová | Přenos výkonu | Max. rychlost [km/h] | Trvalý výkon [kW] | Uspoř. pojezdu | Hmotnost [t] | Rok výroby (rekonstrukce) | ks  | Výrobce                              | Poznámky                                  |
| ----------- | ------------- | -------------------- | ----------------- | -------------- | ------------ | ------------------------- | --- | ------------------------------------ | ----------------------------------------- |
| 813.1       | hydromech.    | 90                   | 310               | 1’A’+1’1’      | ?            | reko 2012                 | 2   | reko ŽOS Zvolen                      |                                           |
| 813.2       | hydromech.    | 90                   |                   | 1’A’ + 1’1’    | 42,0         | reko 2018                 | 2   | reko ŽOS Zvolen                      |                                           |
| 814         | hydromech.    | 80                   | 242               | A’1’+1’1’      | 39,6         | 2005–2012                 | 211 | reko Pars nova                       | jednotka 814+914                          |
| 814.2       | hydromech.    | 80                   | 2× 242            | A’1’+1’1’+1’A’ | 62,3         | 2007–2010                 | 26  | reko Pars nova                       | jednotka 814.2+014.2+814.2                |
| 814.5       | hydromech.    | 80                   | 242               | A’1’+1’1’      | 39,6         | 2007                      | 1   | reko Pars nova                       | jednotka 814.5+914.5                      |
| 835         | hydrodyn.     | 120                  | 2× 315            | B’2’+2’B’      | 80,0         | 2003                      | 1   | Metrovagonmaš                        | jednotka 835+835.2, pouze zkušební provoz |
| 844         | hydromech.    | 120                  | 2× 390            | B’2’B’         | 84,4         | od 2012                   | 16  | PESA Bydgoszcz                       |                                           |
| 845         | ?             | 120                  | ?                 | 2'B'+ 2'2'     | ?            | 1986–1996 reko 2012       | 10  | Duewag a Waggon Union reko Pars nova |                                           |

### Jednotky vyráběné po roce 1988 (bez Kryšpínova označení) – Slovensko
| Řada – nová | Přenos výkonu | Max. rychlost [km/h] | Trvalý výkon [kW] | Uspoř. pojezdu | Hmotnost [t] | Rok výroby (rekonstrukce) | ks                        | Výrobce                         | Poznámky                                                     |
| ----------- | ------------- | -------------------- | ----------------- | -------------- | ------------ | ------------------------- | ------------------------- | ------------------------------- | ------------------------------------------------------------ |
| 813         | hydromech.    | 90                   | 257               | 1’A’+1’1’      | 39,0         | reko 2006–2010            | 44                        | reko ŽOS Zvolen                 | jednotka 813+913                                             |
| 813.1       | hydromech.    | 90                   | 310               | 1’A’+1’1’      | 49,0         | reko 2013, 2017-          | 1+smlouva na 8 dalších    | reko ŽOS Zvolen                 |                                                              |
| 840         | elektrický    | 115                  | 550               | 2’Bo’2’        | 58,7         | 2003                      | 6                         | Stadler, Bombardier, ŽOS Vrútky | jednotka s motorovým modulem uprostřed a dvěma řídicími vozy |
| 861         | hydromech.    | 140                  | 2× 588            | B’2’2’B’       | 112          | 2011 – 2015 2017 -        | 32 (smlouva na 6 dalších) | ŽOS Vrútky                      | jednotka se dvěma motorovými vozy a vloženým vozem           |